# Kîrîlo-Hannivka, Zinkiv
Kîrîlo-Hannivka (în ucraineană Кирило-Ганнівка) este localitatea de reședință a comunei Kîrîlo-Hannivka din raionul Zinkiv, regiunea Poltava, Ucraina.

## Demografie
Componența lingvistică a localității Kîrîlo-Hannivka
     Ucraineană (97,26%)
     Rusă (2,49%)
     Alte limbi (0,25%)
Conform recensământului din 2001, majoritatea populației localității Kîrîlo-Hannivka era vorbitoare de ucraineană (97,26%), existând în minoritate și vorbitori de rusă (2,49%).